# 不安と魂
『不安は魂を食いつくす』（ふあんはたましいをくいつくす、原題（ドイツ語）：Angst essen Seele auf、英：Ali: Fear Eats the Soul）は、1974年に、ニュー・ジャーマン・シネマを代表する監督ライナー・ヴェルナー・ファスビンダーによって制作されたドイツの映画である。『不安と魂』の邦題もある。
掃除婦として働く孤独なドイツ人老女と、外国人労働者である大幅に年下のモロッコ人との愛と苦悩を描いた作品で、第27回カンヌ国際映画祭で国際映画批評家連盟賞とエキュメニカル審査員賞（第1回）の二冠に輝き、ファスビンダーの名前を一躍国際的にした代表作のひとつ。主演のブリギッテ・ミラはドイツ映画賞で主演女優賞を獲得した。

## あらすじ
掃除婦として働きながら一人暮らしをしている60代のドイツ人女性エミは、雨宿りに入ったアラブ系の客が多いバーで、20歳以上も年下のモロッコ人の自動車工アリと出会う。ダンスをし、話をして意気投合した二人は一緒に暮らし始め、結婚する。外国人に対する偏見が強いその町で、アラブ人の外国人労働者と一緒にいることで、隣人、同僚、家族をはじめ、行く先々の人々から差別と偏見に満ちた扱いを受ける。エミはアリを守り、アリはそうした人種差別者に対して寛容にふるまい、二人は幸せに暮らしていたが、ある日エミがアリの自尊心を傷つけるようなことをしたため、アリは家を出る。アリを求めてエミは二人が出会ったバーに行き、最初に踊ったダンスの曲をかける。二人はまたダンスを踊り始めるが、突然アリが腹痛で倒れ、病院に運ばれる。医師から、日常的な差別によるストレスからくる胃潰瘍であることを告げられたエミは横たわるアリに静かに寄り添う。

## スタッフ
- 監督・製作・脚本・音楽: ライナー・ヴェルナー・ファスビンダー
- 撮影: ユルゲン・ユルゲス
- 編集: テア・アイメス（ドイツ語版）

## キャスト
- エミ・クロウスキー: ブリギッテ・ミラ（英語版） - 年配の寡婦
- アリ: エル・エディ・ベン・サラム - モロッコ人労働者
- バーバラ: バーバラ・バレンティン（英語版） - バーの女主人
- クリスタ: イルム・ヘルマン（ドイツ語版） - エミの娘
- オイゲン: ライナー・ヴェルナー・ファスビンダー - エミの娘の夫

## 製作
- 原題は、劇中で外国人労働者のアリがたどたどしいドイツ語で言う台詞「Angst essen Seele auf（恐れは魂を蝕む）」に基づく。ドイツ語文法上の誤りがあるが（正しくは「Angst isst die Seele auf」）、そのまま使われている。
- 低予算で15日間で撮影された[1]。主な出演者はみなファスビンダー映画の常連である。

- アリを演じたエル・エディ・ベン・サラム（ドイツ語）は、モロッコに妻子がいたが、当時ファスビンダーの恋人だった。酔っぱらって人を刺し、フランスに逃げ、1977年にニームの獄中で首吊り自殺したとされる[2]。彼の死を知ったファスビンダーは『ケレル』（1982年）をサラムに捧げている。

## 他作品との関連性
- 本作は、ファスビンダーが敬愛したダグラス・サーク監督[3]の映画『天はすべて許し給う』と『悲しみは空の彼方に』へのオマージュとされる[4]。
- トッド・ヘインズは『エデンより彼方に』（2002年）について、本作と『天はすべて許し給う』（ダグラス・サーク）へのオマージュとして製作したと発言している。